# Gimenells i el Pla de la Font
Gimenells i el Pla de la Font település Spanyolországban, Lleida tartományban. Gimenells i el Pla de la Font Lleida, Alcarràs, Zaidín, Belver de Cinca, Vencillón és Tamarite de Litera községekkel határos. Lakosainak száma 1097 fő (2024).

## Népesség
A település népessége az utóbbi években az alábbiak szerint változott:
| Lakosok száma | 1103 | 1093 | 1143 | 1182 | 1170 | 1129 | 1107 | 1111 | 1109 | 1097 |
|               | 2001 | 2004 | 2007 | 2009 | 2012 | 2014 | 2017 | 2019 | 2022 | 2024 |